# Kamochi-jinja
Le Kamochi-jinja (金持神社) est un ancien sanctuaire shinto situé à Hino, préfecture de Tottori au Japon. Son nom est considéré comme de bon augure,,.